# Kanor
Kanor là một thành phố và khu đô thị của quận Udaipur thuộc bang Rajasthan, Ấn Độ.

## Địa lý
Kanor có vị trí 24°26′B 74°16′Đ / 24,43°B 74,27°Đ Nó có độ cao trung bình là 469 mét (1538 feet).

## Nhân khẩu
Theo điều tra dân số năm 2001 của Ấn Độ, Kanor có dân số 12.616 người. Phái nam chiếm 54% tổng số dân và phái nữ chiếm 46%. Kanor có tỷ lệ 67% biết đọc biết viết, cao hơn tỷ lệ trung bình toàn quốc là 59,5%: tỷ lệ cho phái nam là 78%, và tỷ lệ cho phái nữ là 54%. Tại Kanor, 12% dân số nhỏ hơn 6 tuổi.